# L'Outsider (film, 1923)
Pour les articles homonymes, voir L'Outsider.
Pour plus de détails, voir Fiche technique et Distribution.
L'Outsider  (titre original : The Ramblin' Kid) est un film muet américain réalisé par Edward Sedgwick et sorti en 1923.

## Fiche technique
- Titre original : The Ramblin' Kid
- Réalisation : Edward Sedgwick
- Scénario : Richard Schayer d'après The Ramblin' Kid de Earl Wayland Bowman[1]
- Photographie : Virgil Miller
- Société de production  : Universal Pictures
- Distributeur : Universal Pictures
- Durée : 60 minutes
- Dates de sortie : 
  - États-Unis : 14 octobre 1923
  - France : 31 octobre 1924

## Distribution
- Hoot Gibson : The Ramblin' Kid
- Laura La Plante : Carolyn June
- Harold Goodwin : Skinny Rawlins
- William Welsh : Lafe Dorsey
- W.T. McCulley : Sheriff Tom Poole
- Charles K. French : Joshua Heck
- G. Raymond Nye : Mike Sabota
- Carol Holloway : Mrs. Ophelia Cobb
- George King : Sing Pete